# Zhang Min
Zhang Min (n. 20 iunie 1993, Jinan, Republica Populară Chineză) este o canotoare ce a reprezentat Republica Populară Chineză, medaliată olimpică. A participat la 2 ediții ale Jocurilor Olimpice (2016, 2020) în care a câștigat o medalie de bronz.